# Пір'явусі соми
Пір'явусі соми (Mochokidae) — родина сомоподібних. Має 9 родів та 209 видів. Інша назва «соми-верескуни». Низку видів уримують в акваріумах.

## Опис
Загальна довжина представників цієї родини коливається від 2,5 до 80 см. Голова трохи витягнута, сильно кістлява. У родів Atopochilus, Chiloglanis і Euchilichthys губи представлені присосками. У них 3 пари вусиків (1 пара — на верхній щелепі, 2 — на нижній). Вуси на нижній щелепі розщеплені, нагадуючи пір'ячко. Звідси походить назва цих сомів. Тулуб кремезний, дещо сплощено від центру до хвоста. Шкіра гладенька, без луски. Спинний та грудні плавці мають короткі й гострі шипи. Перший прмоінь спинного плавця жорсткий. Грудні плавці помірно великі, гострі. Жировий плавець помірної довжини. Хвостовий плавець розділено, частини нагадують 2 лопаті.

## Спосіб життя
Зустрічаються у різних прісноводних біотопах: у швидких чистих річках, тихих дрібних заплавах, озерах. Представники роду Synodontis часто плавають на спині. Активні вночі або присмерку. Живляться безхребетними, мальками риб, невеликий відсоток становлять рослини. Здатні видавати незвичайний шум, що нагадує вереск. Звідси походить інша назва цієї родини.
Деякі озерні види підкидають ікру цихлідам, які піклуються про неї, а потім — мальків.

## Розповсюдження
Поширені у водоймах Африки, за винятком Марокко, Алжиру, Туніса, пустелі Сахара і Мадагаскару.

## Роди
- Acanthocleithron
- Atopochilus
- Atopodontus
- Chiloglanis
- Euchilichthys
- Microsynodontis
- Mochokiella
- Mochokus
- Synodontis